# K.J.V. Steenstrup
Knud Johannes Vogelius Steenstrup (født 7. september 1842 i Høstemark Mølle, Mou Sogn, Aalborg Amt, død 6. maj 1913 på Frederiksberg) var en dansk geolog.
Steenstrup var søn af Johan Peter Steenstrup, bror til Japetus Steenstrup, som var forpagter på Høstermark Mølle. Han gik i skole i Thisted og tog i 1863 farmaceutisk eksamen.
I årene fra 1866 til 1889 var han assistent ved Københavns Universitets mineralogiske museum. Fra 1889 til 1897 var han geolog, senere statsgeolog ved Danmarks Geologiske Undersøgelser.
Han foretog i løbet af sit liv ni rejser til Grønland,[kilde mangler]
herunder en ekspedition til Julianehåb distrikt i 1876.